# Fermo Stella
Pour les articles homonymes, voir Stella.
Fermo Stella (Caravaggio, ~1490 – ~1562) est un peintre italien, élève de Gaudenzio Ferrari et qui a été actif en  Piémont et en Lombardie.

## Biographie
Né vraisemblablement dans une famille de peintres, il est noté en 1510 à Arona pour la réalisation d'un étendard avec les armoiries nobiliaires de la famille Borromeo.
Sa collaboration avec Gaudenzio Ferrari est témoignée en 1520, à Morbegno en Valtellina. Des documents comptables parlent de la commande donnée à Ferrari pour la réalisation des peintures et la dorure d'un imposant autel de bois dans le Santuario dell'Assunta (sculpté du prestigieux graveur pavesan Giovanni Angelo Del Maino) et où se trouvent aussi des annotations de paiements faits spécifiquement à Fermo, pour des interventions directement effectuées chez lui.
A Varallo, à l'église Santa Maria delle Grazie, une fresque présente sa signature « Fu Fermo Stella pictor de c[arava]zo » qui représente une scène peu fréquente en art sacré : Jésus prenant congé de sa mère, thème issu d'une homélie de San Giovanni Crisostomo.
À partir de 1531 ses déplacements furent continus : nous le trouvons d'abord à Domodossola (pour l'exécution de la partie peinte de deux icônes, aujourd'hui perdues), ensuite dans sa ville natale Caravaggio (Crocifissione dans le couvent San Bernardino), ensuite - selon un parcours difficile à suivre - dans un nombre élevé d'autres localités dans la plaine du Pô et dans les vallées piémontaises. Ainsi en 1547, il réalise à Omegna un retable pour la collegiata de Sant'Ambrogio (Madonna col Bambino e Santi), en 1548, une grande peinture à l'église Santa Maria Assunta ad Armeno (Deposizione).

## Œuvres
- Fresques pour l'abside de l'église Santa Maria Maggiore à Sondalo (1527)
- la décoration de l'oratoire dei Disciplini annexée à l'église San Maurizio à Ponte in Valtellina (coupole des Sibylles)
- Madonna con Bambino e santi, fresque de la façade de l'église San Fedele à Poggiridenti
- Fresques du presbytère de l'oratoire de San Lorenzo à Teglio (1530), ex voto de la communauté pour la fin de l'épidémie de peste
- Madonna col Bambino e i Santi Biagio e Giovanni Battista (signé de 1536), pinacothèque de Brera, Milan
- Polyptyque de l'église Prepositurale di Sant'Alessandro della Croce à Bergame (reconstitué)
- Crocifissione (1520-1523), paroi du fond de l'oratoire de Teglio, considéré comme son chef-d'œuvre

## Sources
- (it) Cet article est partiellement ou en totalité issu de l’article de Wikipédia en italien intitulé « Fermo Stella » (voir la liste des auteurs).